# Урочище «В'язове»

Уро́чище «В'я́зове» — орнітологічний заказник місцевого значення в Україні. Розташований у заплавних лісах на лівому березі Канівського водосховища біля села Проців Бориспільського району Київської області, у межах Кийлівського лісництва ДП «Бориспільське лісове господарство», — кв. 13, 14, 17, 18, 21, 22 (входять всі виділи); Процівська сільська рада. 
Площа — 336 га. Статус присвоєно у 1988 році. Перебуває у віданні ДП «Бориспільське лісове господарство». 
На території заказника на момент його створення була найбільша в Київській області колонія чаплі сірої: кількість гнізд якої оцінювалась у межах 250–350. Крім чаплі сірої тут гніздиться нічна чапля квак, є кілька гнізд лелеки білого. В окремі роки знаходили гнізда рідкісних на Київщині чепури великої та малої, баклана великого. Також тут гніздяться канюк звичайний, шуліка чорний, яструб великий, підсоколик великий. У заказнику відмічалось гніздування пари лелек чорних, які покинули гніздо. Утім, окремі чорні лелеки постійно тримаються у В'язовому, тому, можливо, вони знову загніздилися в межах заказника. Поруч із заказником, на межі великої вирубки, є гніздо орлана-білохвоста, у зв'язку з чим були подані пропозиції щодо розширення заказника. У 1995 році тут бачили пару орлів-карликів. 
Окрім орнітологічної цінності урочище В'язове важливе також як добре збережена частина природного комплексу заплавних лісів середньої течії Дніпра, які в інших місцях дуже змінені або взагалі вирубані. 

## Галерея

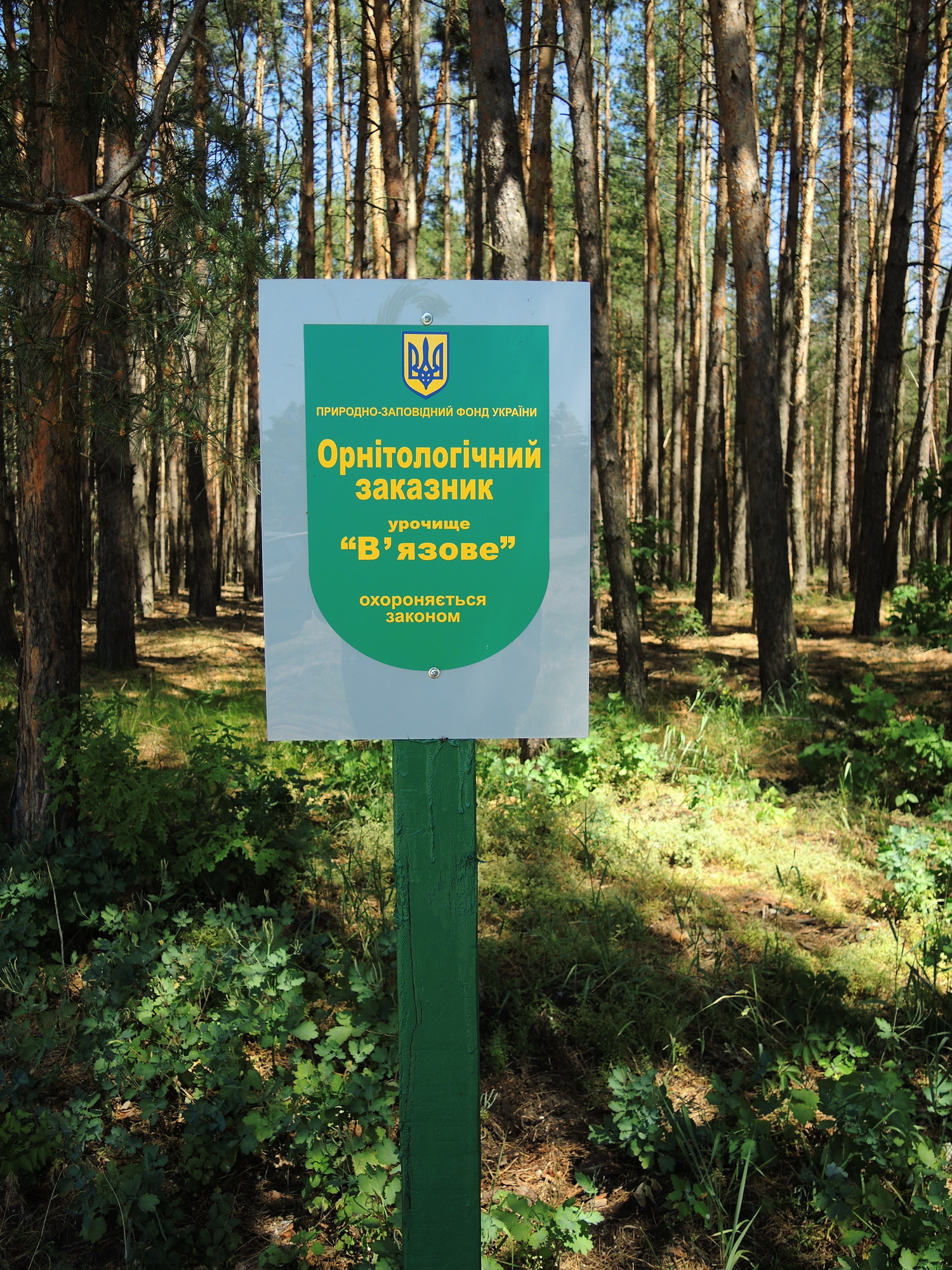
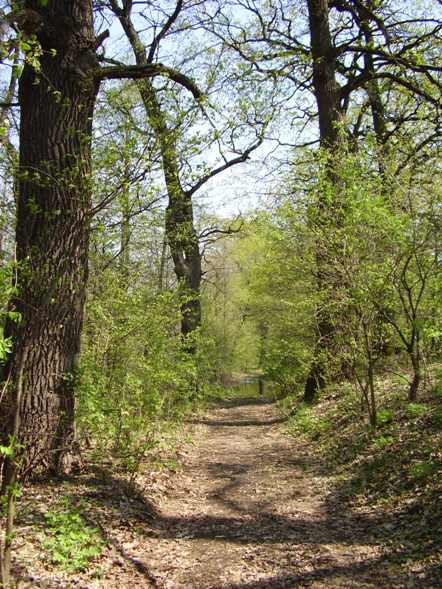
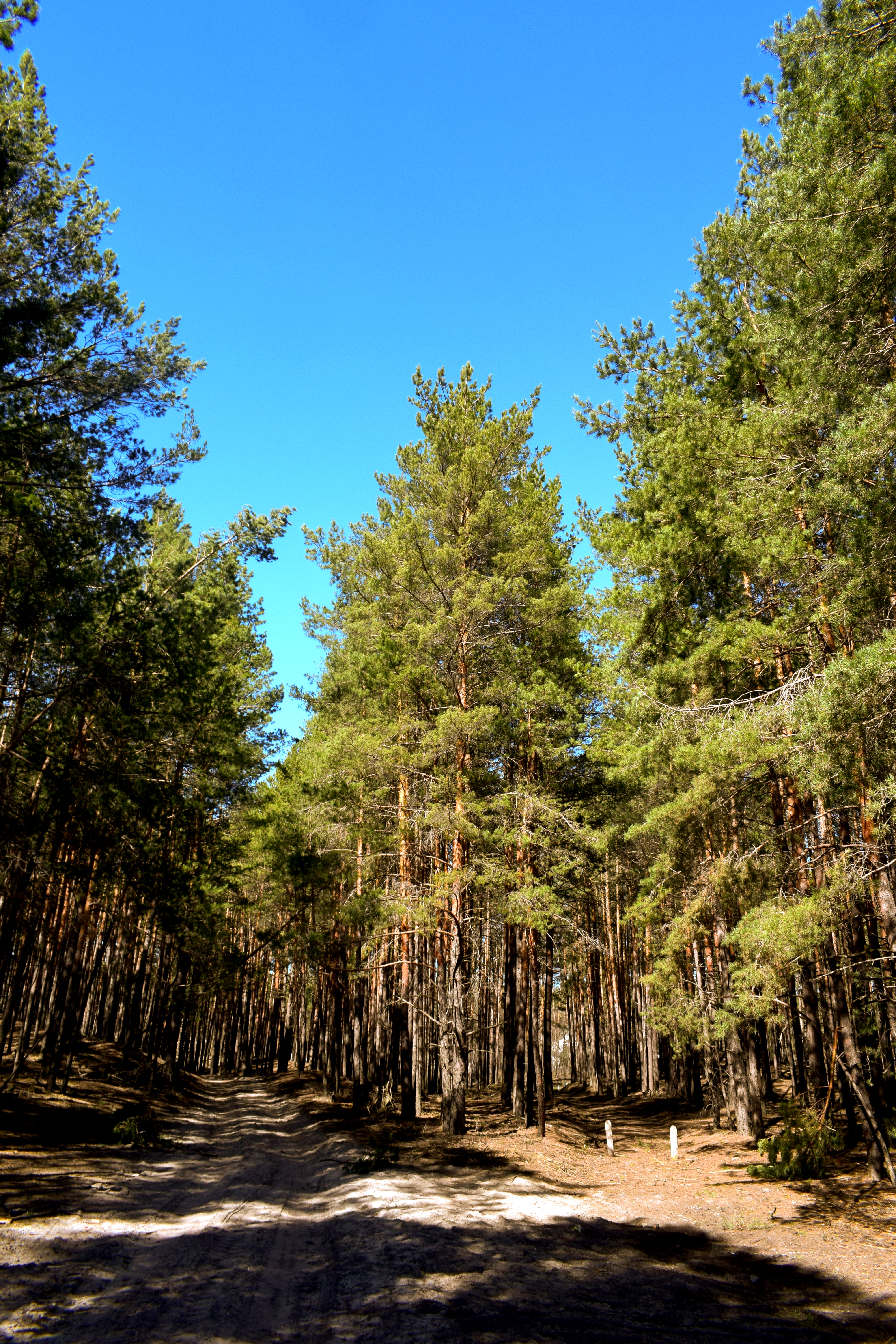
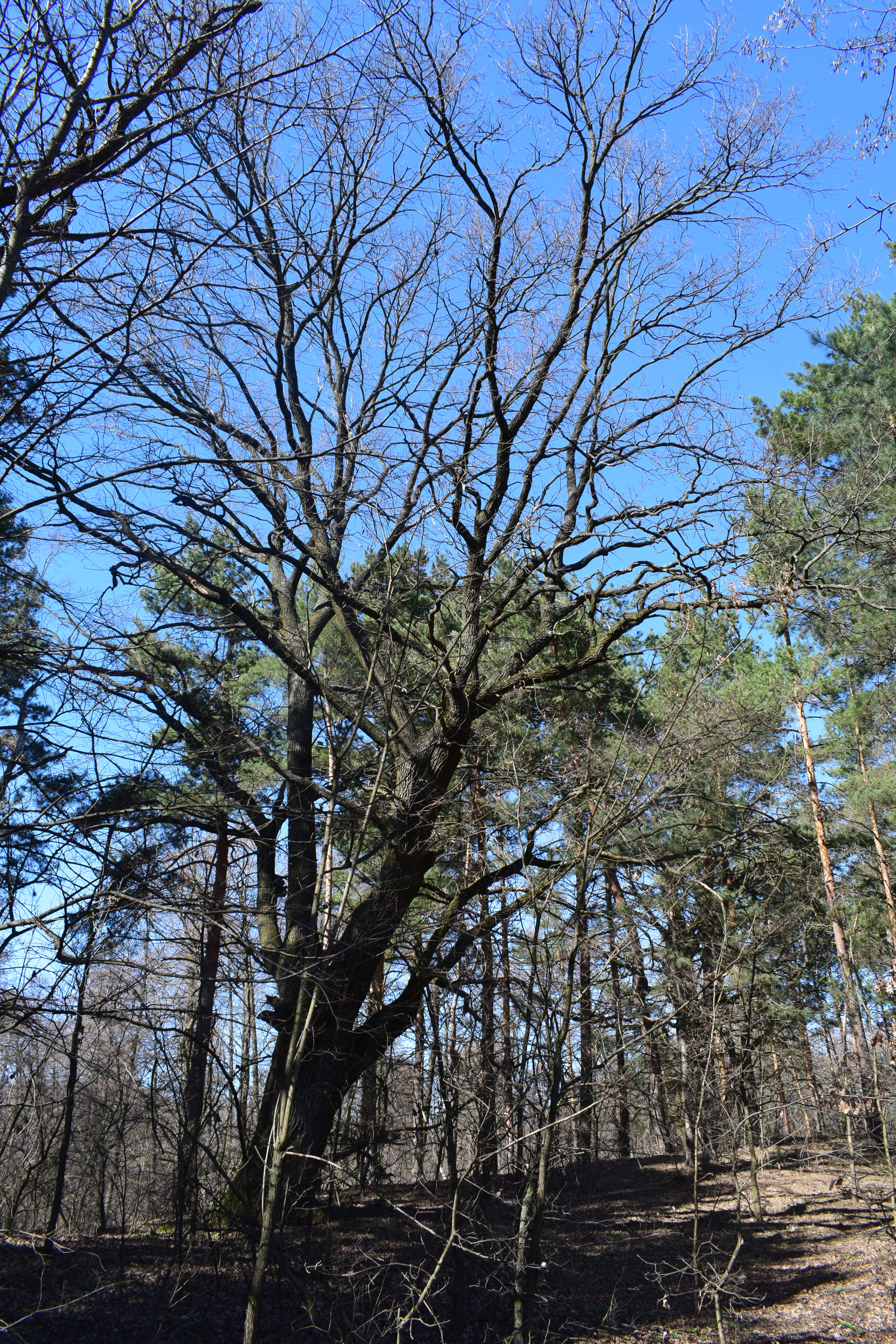

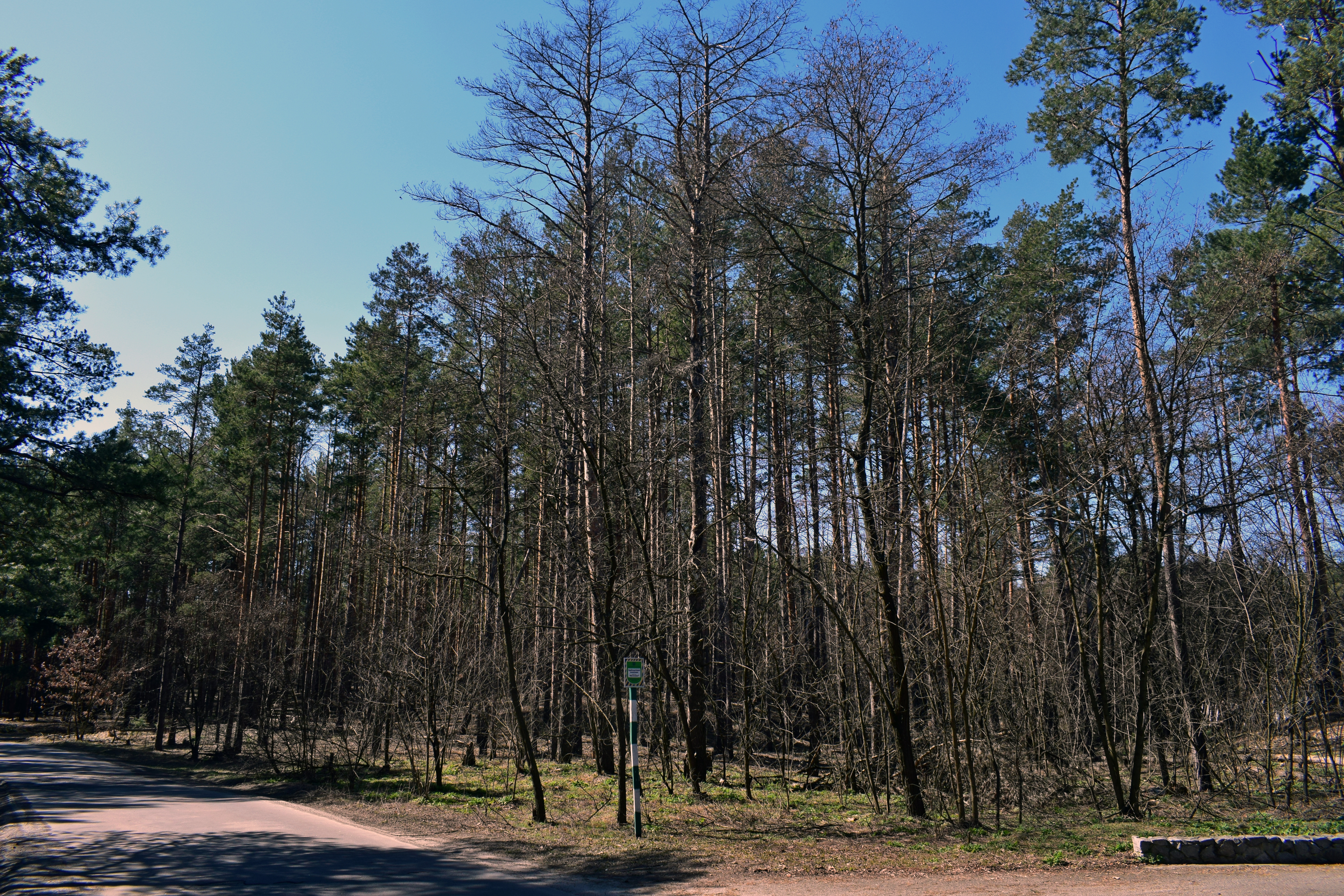
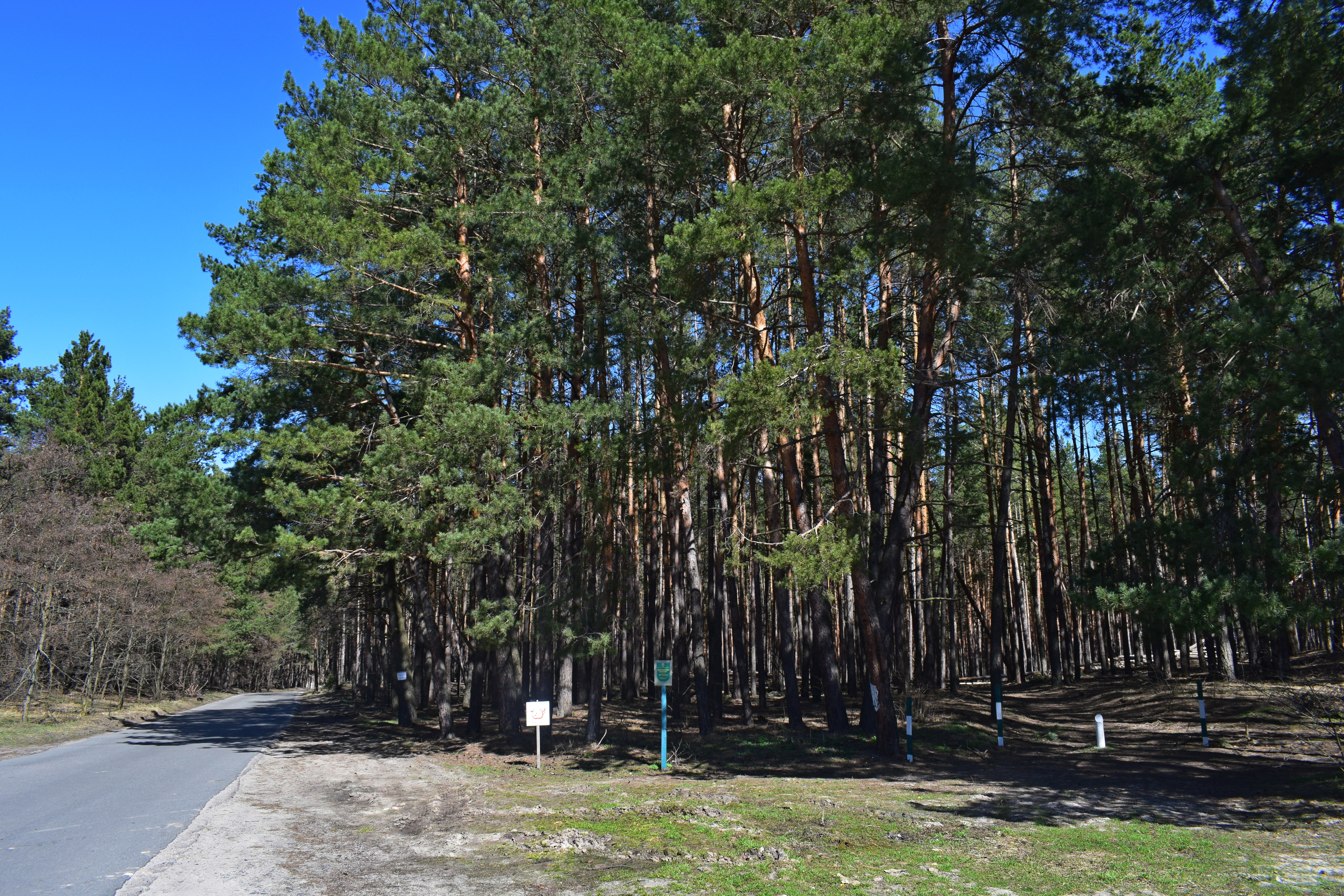
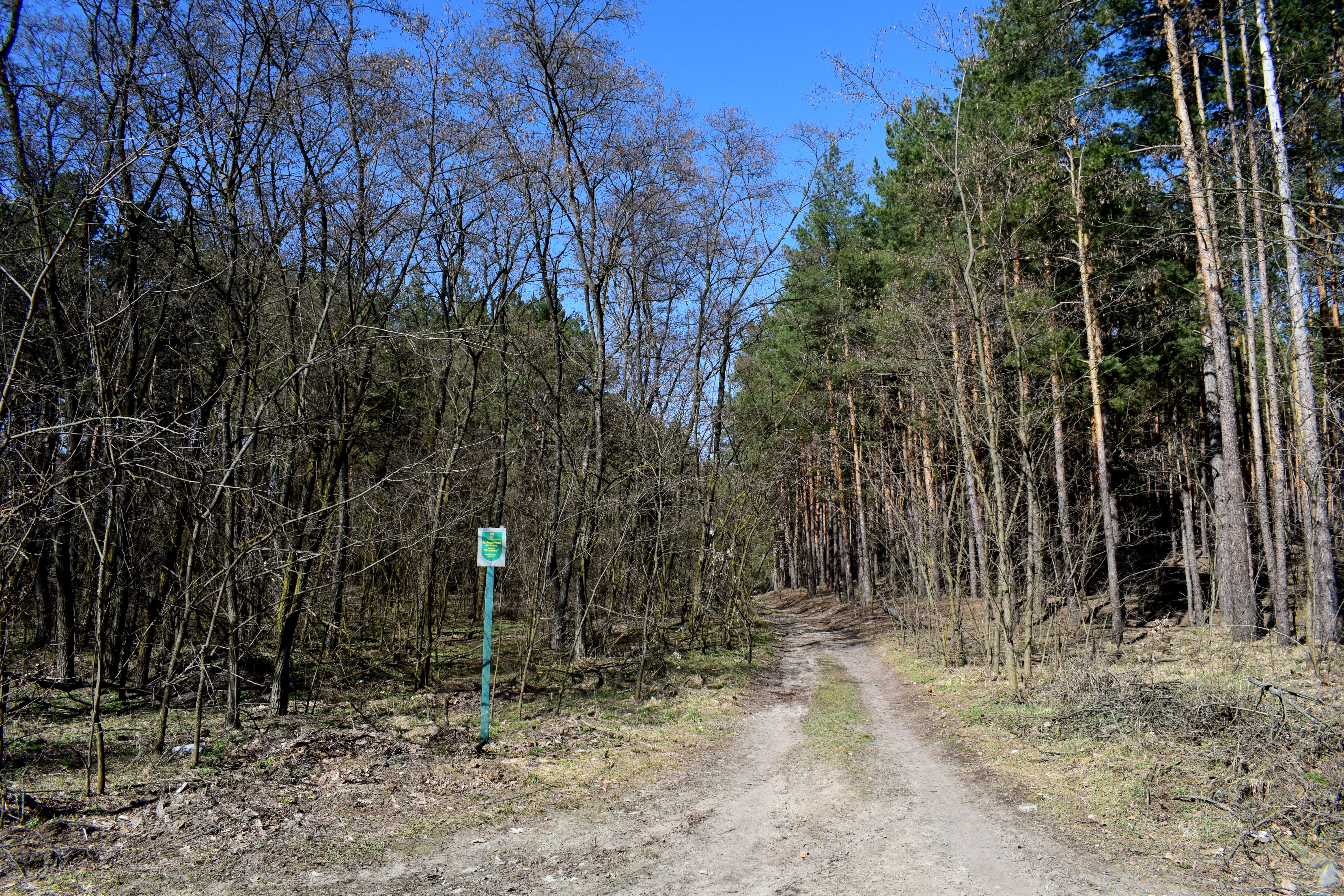
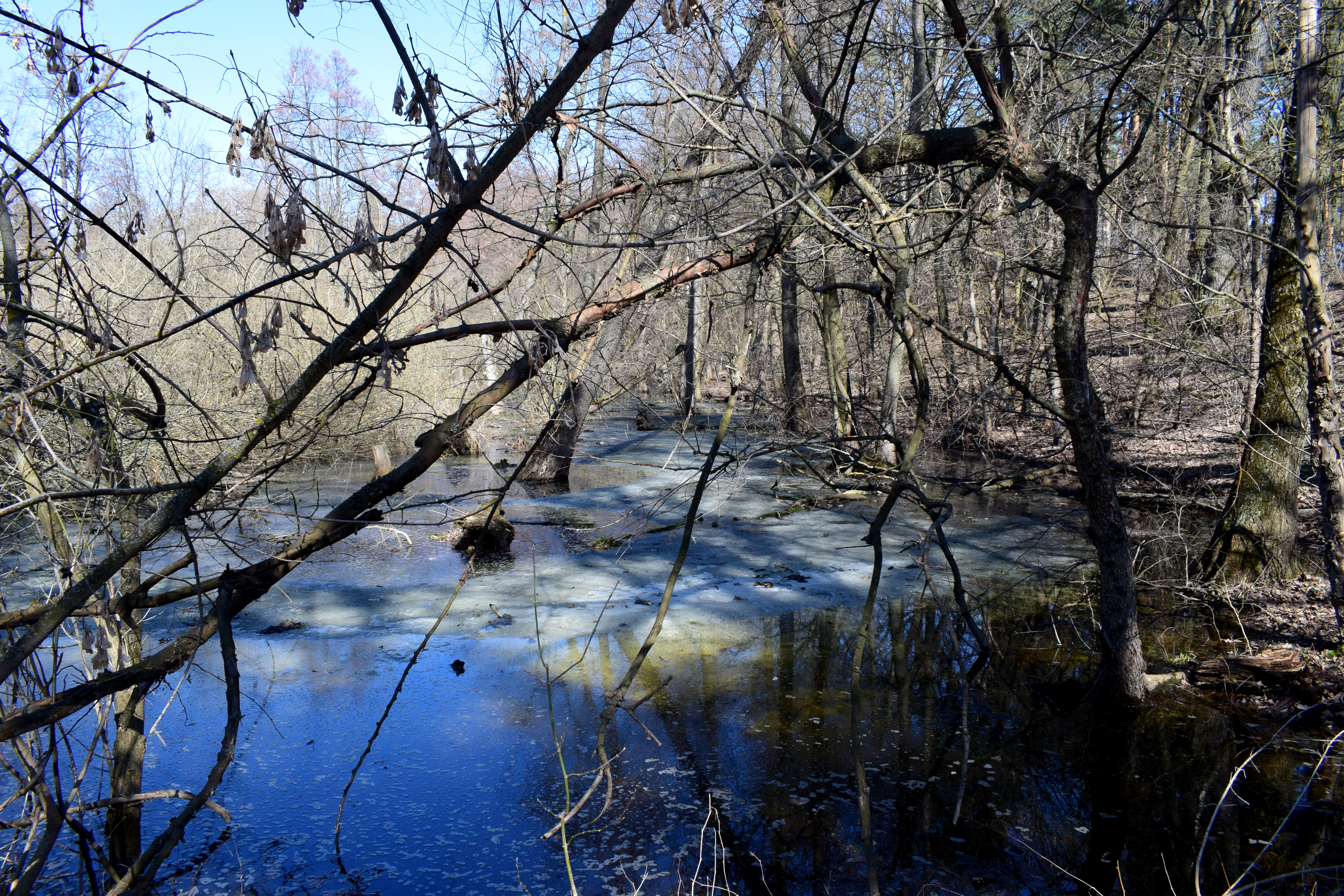
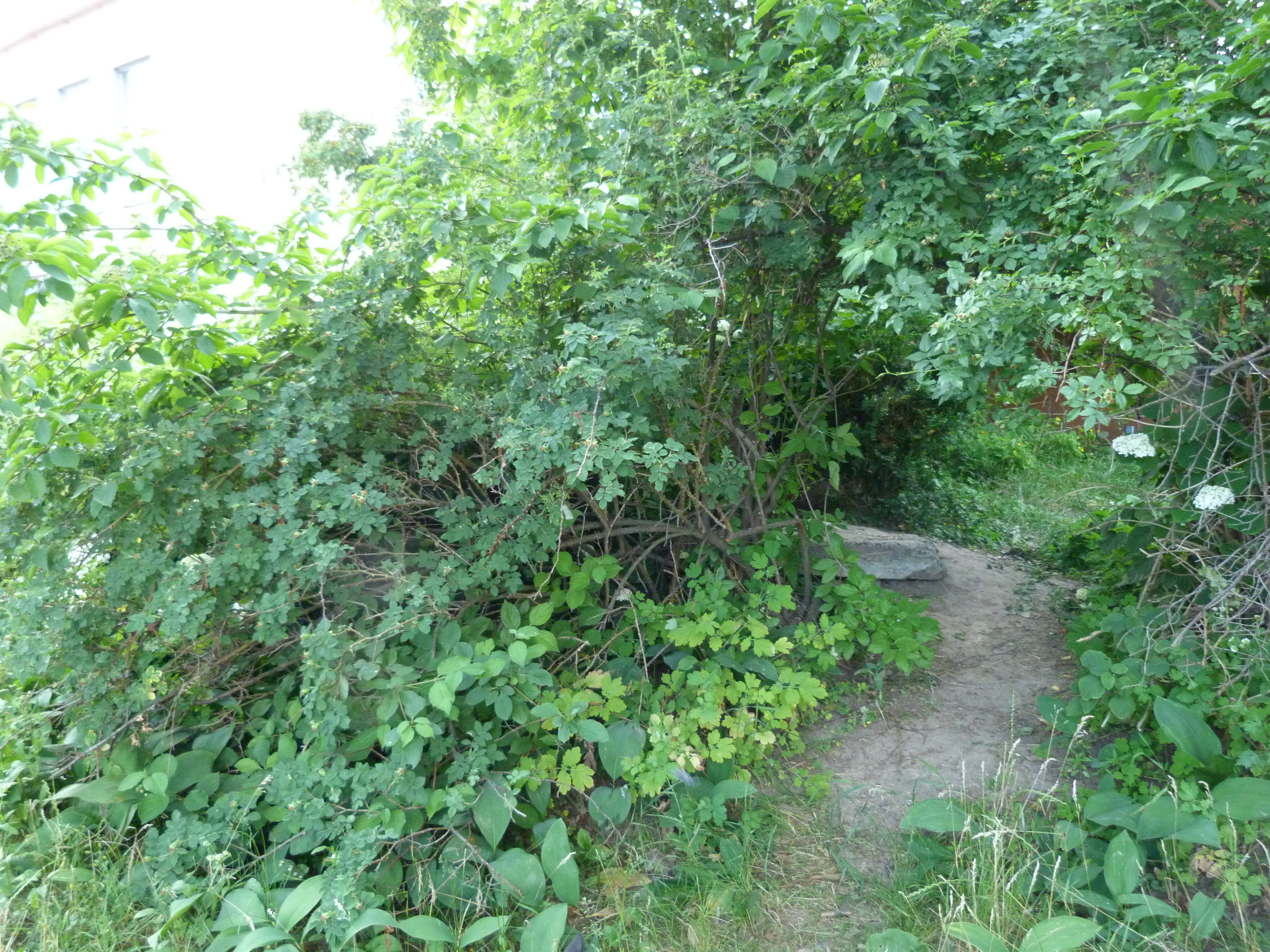